# 戈兰·拉杰诺维奇
戈兰·拉杰诺维奇（羅馬化：Goran Rađenović，1966年11月4日—），塞尔维亚男子水球运动员。他曾代表南斯拉夫国家队参加1988年夏季奥林匹克运动会水球比赛，获得一枚金牌。